# Hagazussa – Der Hexenfluch
Hagazussa – Der Hexenfluch, auch Hagazussa – A Heathen’s Curse, ist ein deutsch-österreichischer Spielfilm aus dem Jahr 2017 des österreichischen Regisseurs und Drehbuchautors Lukas Feigelfeld. Die Premiere erfolgte im September 2017 am Fantastic Film Fest in Austin, Texas, die deutsche Erstaufführung im Januar 2018 beim Filmfestival Max Ophüls Preis. Kinostart war in Deutschland am 17. Mai 2018. Die Erstausstrahlung auf 3sat erfolgte am 15. Februar 2020.

## Handlung
Im 15. Jahrhundert lebt die zehnjährige Ziegenhirtin Albrun mit ihrer Mutter in einer abgelegenen Berghütte in den österreichischen Alpen. Eines Nachts werden sie von mehreren verkleideten Gestalten heimgesucht und als Hexen bezeichnet. Nachdem die Mutter an einer Krankheit stirbt, ist Albrun auf sich allein gestellt.
Einige Jahre später ist Albrun alleinerziehende Mutter. Von der Dorfgemeinschaft wird sie ausgegrenzt; ins Dorf geht sie nur für den Verkauf ihrer Ziegenmilch. Sie wird als Hexe beschimpft, aber Swinda, eine örtliche Frau, behandelt sie mit Wärme.
Eines Tages wird Albrun über Swinda vom örtlichen Pfarrer zu sich gebeten. Er überreicht ihr den Schädel ihrer toten Mutter, den sie mit zu sich auf die Hütte nimmt. Als Swinda Albrun später besucht, sieht Swinda den Schädel und geht plötzlich. Während Swinda und Albrun an einem späteren Tag zusammen spazieren gehen, erzählt Swinda von Juden und Heiden, die „Gott nicht in sich“ tragen und stellt sie dadurch als furchteinflößend dar. An einer Tränke spricht Swinda einen Mann an, der mit den beiden mitläuft und sich mit ihnen zusammen auf eine Wiese legt. Swinda umarmt Albrun, sagt ihr sie rieche ekelhaft, und hält sie fest während der Mann Albrun vergewaltigt.
Zu Hause sind alle Ziegen verschwunden und eines symbolisch geschlachtet und aufgehängt. Albrun tötet eine Ratte und vergiftet damit und mit ihren Fäkalien das zur Tränke führende Wasser, was mehrere Tode im Dorf zur Folge hat, worauf sie mit einem Lächeln reagiert. Später beginnt sie unheimliche Geräusche um sich herum wahrzunehmen, unter anderem die Stimme ihrer verstorbene Mutter, die Albruns Namen ruft. Als sie einen halluzinogenen Pilz isst wird sie psychotisch und ertränkt ihr Baby. Wieder daheim wacht sie auf, findet ihr totes Baby in der Krippe, verfällt wieder in eine Psychose, und als ihr ihre tote Mutter erscheint kocht sie das Baby und versucht es zu essen. Nachdem sie sich erbricht und die Halluzinationen schlimmer werden flieht sie aus dem Haus, legt sich mit vergrauten Augen auf eine Wiese, und geht in Flammen auf während die Sonne langsam aufgeht.

## Produktion und Hintergrund
Hagazussa ist Althochdeutsch für Hexe (siehe Etymologie).
Produziert wurde der Film von der Deutschen Film- und Fernsehakademie Berlin und der Retina Fabrik Filmproduktion. Bei dem Film handelt es sich um den Abschlussfilm von Feigelfeld an der Deutschen Film- und Fernsehakademie Berlin. Für den Ton zeichneten Niklas Kammertöns, Sven Mühlender und Daniel Pinzer verantwortlich, für das Kostümbild Katrin Wolfermann, für das Szenenbild Dana Dumann und für die Maske Claus Grüßner und Janina Kuhlmann. Die Musik stammt vom griechischen Duo MMMD.
Die Arbeiten zum Film von der ersten Idee bis zum fertigen Film dauerten vier Jahre, die Dreharbeiten mussten aus Budgetgründen ohne die Unterstützung der deutschen oder österreichischen Filmförderung ein Jahr unterbrochen werden, die Finanzierung gelang über eine Crowdfunding-Kampagne. Die Dreharbeiten fanden zum Teil in der Nähe des Wolfgangsees statt.
Im August 2018 erschien der Film auf DVD und Blu-ray, im Mai 2019 wurde er ins Angebot von Netflix aufgenommen und im September 2021 in das Abo von Amazon Prime Video.

## Rezeption
Der Film wurde in mehreren Kritiken mit The Witch (2015) von Robert Eggers verglichen.
Hannah Pilarczyk bezeichnete Hagazussa auf SPIEGEL Online als „bildgewaltigen Film“, Oliver Armknecht als „atmosphärisch stärksten der letzten Jahre. Aber auch einer der sperrigsten: Auf eine herkömmliche Geschichte oder viel Handlung muss man verzichten, die paranoid-unheimliche Stimmung steht im Mittelpunkt.“
Ähnlich urteilte Christopher Diekhaus über den Film als „minimalistisches Schauerstück, das erstaunlich stilsicher daherkommt“. Seinen Horror würde der Film aber nicht aus plumpen Schockeffekten, sondern aus den unmenschlichen Bedingungen, unter denen Albrun und ihre Mutter leben, beziehen. Feigelfeld würde mit seiner entschleunigten Erzählweise und seinen hypnotisch-rätselhaften Impressionen auf die Kraft der Bilder und des Tons vertrauen.

## Auszeichnungen und Nominierungen (Auswahl)
Diagonale 2018
- Auszeichnung in der Kategorie Beste Bildgestaltung Spielfilm (Mariel Baqueiro)[12]
- Auszeichnung in der Kategorie Bestes Sounddesign Spielfilm (Niklas Kammertöns)

First Steps 2018
- Auszeichnung in der Kategorie Abendfüllender Spielfilm (Lukas Feigelfeld)
- Michael-Ballhaus-Preis (Mariel Baqueiro)[13]

Preis der deutschen Filmkritik 2018
- Auszeichnung in der Kategorie Beste Kamera[14][15]
- Nominierung in der Kategorie Bestes Spielfilmdebüt